# Křížová cesta (Kostelec u Zlína)
Zaniklá Křížová cesta v Kostelci u Zlína vedla z obce na jih ke kapli na Vršku.

## Historie
Křížovou cestu tvořily kamenné sloupky s mělkou nikou s pašijovým obrázkem. Cesta vycházela od farního a poutního kostela Narození Panny Marie ve Štípě a vedla přes Kostelec na Vršek ke kapli svaté Anny, která stála poblíž lázní.
Křížová cesta zanikla spolu s kaplí ve druhé polovině 20. století.
Podél cesty přes Kostelec na Vršek stávalo osm polních kamenných soch svatých a na opačné straně bylo šest bronzových soch. Sochy údajně daroval Albrecht z Valdštejna.